# 泰勒·瑞恩
泰勒·瑞恩（英語：Taylor Rain，1981年8月16日—），出生在加利福尼亞州長灘，是一名美國色情女演員。

## 生涯
2001年11月，瑞恩正式投身色情電影業。2003年，他與傳說視頻（Legend Video）簽訂兩年的獨家合約，雖然她的演出機會因而減少，但卻獲提供私人司機，合約尚餘一個月時，傳說視頻（Legend Video）放棄了她，她亦一度考慮退休，但很快便再度復出。
2004年8月，瑞恩與Astrux娛樂（Astrux Entertainment）簽訂非獨家的獎勵合約
2005年，瑞恩首部執導的色情片《上方屁股下方臉》（Ass Up Face Down）上映，她自己亦有參與演出。同年，她與迪法恩斯電影與托里德娛樂（Defiance Films and Torrid Entertainment）簽訂合約，並陪伴以3,900美金在ebay投得與自己共度一天的客人。
2005年3月，瑞恩在霍華德·斯特恩的電台節目中擊敗色情演員卡米·安德魯斯、Railee、芮妮·龐尼露和奧羅拉·斯諾，贏得色情明星選美大賽（Porn Star Beauty Pageant）。
螢幕以外，瑞恩取得斯科特·費內的色情業傳聞博客的控制權。
2005年12月，瑞恩宣佈退休，並表達了希望定居下來及開展新家庭生活的願望。儘管，她已經退休，但是迪法恩斯電影與托里德娛樂仍然與她續約兩年。退休後，他成立了自己的網站—clubtaylorrain.com。

## 私生活
2006年6月，瑞恩在自己的網站上公佈懷孕的消息，但在一個月後流產。
2007年2月，瑞恩由於藏有大麻及酒後駕駛而入獄20天。她原本可以通過做社區服務和參加酒後駕駛課程來免取牢獄之災，但她寧願入獄。她現在已經停止服用和售賣毒品，並不時出席戒毒無名會和戒酒無名會的聚會。
2008年3月，瑞恩再次公佈自己成為孕婦，通過超聲波儀顯示，懷著的很有可能是女孩。

## 獎項
- 2004 XRCO獎（英语：XRCO Award）—群交場景[20]
- 2006 成人媒體和娛樂支持者大獎（英语：F.A.M.E. Award）—最受喜愛的小女星肛門[21]

## 外部連結
- （英文）Taylor Rain Official Site （页面存档备份，存于）